# Le Port de Rotterdam
Le port de Rotterdam est un tableau peint par le peintre impressionniste français Paul Signac en 1907. Il mesure 87 cm de haut sur 114 cm de large. Il est conservé au musée Boijmans Van Beuningen à Rotterdam. Il représente le port de Rotterdam.

## Histoire
Le tableau était en prêt depuis 1925. Il a été acquis en 1952. 
Son auteur, Paul Signac, a réalisé d'autres scènes rotterdamoises, notamment un dessin de la Meuse à Rotterdam et le canal de la Schie.